# Guillermo Lorenzo
Guillermo Eduardo Lorenzo (Buenos Aires, 5 gennaio 1939) è un ex calciatore argentino, di ruolo di attaccante.